# Davtashen (Erevan)
Davtashen ( in armeno Դավթաշեն ) è un distretto di Erevan, la capitale dell'Armenia, con 39.566 abitanti (dato 2001). È situato nella parte settentrionale della città nei pressi del fiume Hrazdan.